# Crossopriza semicaudata
Crossopriza semicaudata är en spindelart som först beskrevs av O. Pickard-Cambridge 1876.  Crossopriza semicaudata ingår i släktet Crossopriza och familjen dallerspindlar.
Artens utbredningsområde är Egypten. Inga underarter finns listade i Catalogue of Life.